# Bear Creek (Alabama)
Bear Creek é uma cidade  localizada no estado americano do Alabama, no Condado de Marion.

## Demografia
Segundo o censo americano de 2000, a sua população era de 1053 habitantes. 
Em 2006, foi estimada uma população de 1020, um decréscimo de 33 (-3.1%).

## Geografia
De acordo com o United States Census Bureau, a localidade tem uma área de 35,6 km², dos quais 35,0 km² cobertos por terra e 0,6 km² cobertos por água.

## Localidades na vizinhança
O diagrama seguinte representa as localidades num raio de 32 km ao redor de Bear Creek. 